# Unidad de Análisis de Conducta
La Unidad de Análisis de Conducta (UAC), conocida como BAU por sus siglas en inglés, es un departamento del Centro Nacional para el Análisis de Crímenes Violentos perteneciente a la Oficina Federal de Investigación (FBI), que se especializa en el análisis de conducta delictiva.

## Misión
La misión de la UAC es proporcionar información sobre el comportamiento del individuo basándose en la investigación y/o el apoyo operacional, mediante la aplicación de la experiencia, la investigación y la formación a la complejidad.
Los temas tratados por la UAC son: asesinatos en serie, extorsiones, amenazas, corrupción, porte y uso de aparatos explosivos.
La UAC recibe solicitudes de intervención de autoridades federales, estatales, locales e internacionales. La respuesta a estas peticiones de asistencia de la UAC se facilitan a través de la llamada red de campo o coordinadores. Posición comúnmente vista en la televisión y el cine, especialmente en la serie de televisión Mentes criminales.
La asistencia de la UAC a organismos encargados de hacer cumplir la ley, se presta a través del proceso de análisis de investigación criminal. El análisis de investigación criminal es un proceso de revisión de los crímenes, tanto desde el comportamiento del individuo como de las perspectivas de investigación. Se trata de revisar y evaluar los hechos de un acto criminal, interpretando su comportamiento, la interacción con la víctima, la exhibición durante la comisión del delito, así como los datos aportados de la escena del crimen.
La UAC observa la conducta personal de los análisis detallados de los crímenes con el fin de proporcionar uno o más de los siguientes servicios: análisis de los delitos, sugerencias de investigación, perfiles de delincuentes desconocidos, análisis de amenazas, análisis de incidentes críticos, estrategias de entrevista, asistencia y estrategias de prueba.
La UAC mantiene un archivo de referencia para los expertos en diversas disciplinas forenses como odontología, antropología, entomología, y patología forense.

#### Secuestro de menores
Existe una rama de la Unidad de Análisis de Conducta enfocada en los crímenes contra menores, denominada UAC-3 (o BAU-3, por sus siglas en inglés). Esta unidad fue la encargada de desarrollar el conocido plan de respuesta para niños secuestrados, para ayudar a los investigadores que se enfrentan con los casos de secuestro de niños, sobre todo con fines sexuales.

#### Tiroteos en centros escolares
Recientemente [¿cuándo?], la unidad ha publicado un extensivo ensayo sobre los casos de tiroteo y tiroteo masivo en centros educativos, llamado The School Shooter: A Threat Assessment Perspective (El tirador escolar desde la perspectiva de evaluación de amenazas), con el fin de guiar las administraciones escolares, profesores, progenitores y las fuerzas de seguridad en la identificación y evaluación de amenazas en institutos y colegios.